# 沙壩子墓
沙壩子墓位於重慶市榮昌縣許溪鄉石堰村沙壩子樁子樹坡，用當地紅砂石砌成，封土形似小丘。此墓早年被盜，隨葬晶蕩然無存。墓室內有精美生動的石刻浮雕和石刻仿木結構均完好無損。據墓室中石刻文字記載，此古墓是南宋淳熙十二年(1185)建造。仿木結構，工字梁斗拱石室，長5.4米，寬2.8米，高3.9米，墓門高2.6米，寬1.5米。墓壁雕刻著奔躍的青龍、白虎，或怒放或含苞待放的牡丹，還有雙鳳展翅的藻井，栩栩如生的人物，構思巧妙，雕刻細緻生動，具有較高的藝術價值，是四川宋墓中罕見的石刻藝術品。
1987年1月23日列為重慶市第二批市級文物保護單位初定名單。1991年4月16日公佈為四川省第三批省級重點文物保護單位。2000年9月7日列為第一批重慶市文物保護單位。